# Grzegorz Borawski
Grzegorz Borawski (ur. 2 listopada 1967 w Czechowicach-Dziedzicach) – polski piłkarz grający jako pomocnik.

## Osiągnięcia
GKS Katowice
1994 Wicemistrzostwo Polski
1995 Brązowy medal Mistrzostw Polski
- Puchar Polski: 1993
- Superpuchar Polski: 1996